# Martyn Brabbins
Martyn Brabbins (1959) is een Britse dirigent.

## Loopbaan
Brabbins studeerde aan het college Goldsmiths, University of London. Later volgde hij dirigeerlessen bij Ilya Musin aan het Conservatorium van Sint-Petersburg.
In 1988 ontving Brabbins de eerste prijs in de Leeds Conductors Competition. Tussen 1994 en 2005 was hij assistent-dirigent bij de BBC Scottish Symphony Orchestra. Hij was artistiek directeur van het Cheltenham Music Festival tussen 2005 en 2007. In die periode richtte hij een nieuw ensemble op, the Festival Players.
Buiten het Verenigd Koninkrijk werd Brabbins gastdirigent bij deFilharmonie (het Antwerp Symphony Orchestra) in 2009. In december 2011 werd hij chef-dirigent van het Nagoya Philharmonic Orchestra.
In 2002 startte Brabbins als mededirecteur een opleiding voor jonge dirigenten aan het St Magnus Festival in Orkney.
Brabbins deed heel wat cd-opnamen voor labels als Warner, Chandos, Hyperion en Deutsche Grammophon. In 2011 nam hij vier orkestwerken van Wim Henderickx op met deFilharmonie (nu het Antwerp Symphony Orchestra) onder hun eigen label en in 2016 nam hij, samen met Edo de Waart, een dubbel-cd op met dit orkest waarop vier werken van hun huiscomponist Wim Henderickx.
Van 2012 tot 2016 was hij chef-dirigent bij het Nagoya Philharmonic Orchestra. In januari 2013 kreeg hij van de Universiteit in Bristol de titel 'Doctor of Music honoris causa'.
Sinds 2016 is hij muziekdirecteur bij 'The English National Opera'; hij volgde Mark Wigglesworth op.